# Epimecis repressa
Epimecis repressa är en fjärilsart som beskrevs av Louis Beethoven Prout 1922. Epimecis repressa ingår i släktet Epimecis och familjen mätare. Inga underarter finns listade i Catalogue of Life.